# Jos De Bakker
Jos De Bakker (né le 27 mai 1934 à Borgerhout) est un ancien coureur cycliste sur piste belge. Professionnel de 1956 à 1968, il a remporté au cours de sa carrière quatre médailles de bronze au championnat du monde de vitesse, les Six jours de Madrid en 1963 avec Rik Van Steenbergen, le Grand Prix de Paris en 1957 et une dizaine de championnats nationaux. Il a également pris part aux Jeux olympiques d'été de 1952 à Helsinki, où il a pris la neuvième place sur l'épreuve du kilomètre contre-la-montre.

## Palmarès

### Jeux olympiques
- Helsinki 1952
  - 9e du kilomètre

### Championnats du monde
- Leipzig 1960
  -  Médaillé de bronze de la vitesse
- Zurich 1961
  -  Médaillé de bronze de la vitesse
- Rocourt 1963
  -  Médaillé de bronze de la vitesse
- Paris 1964
  -  Médaillé de bronze de la vitesse

### Six jours
- Six jours de Madrid : 1963 (avec Rik Van Steenbergen)

### Grands Prix
- Grand Prix de Paris : 1957
- Grand Prix d’Anvers : 1958

### Championnats nationaux
- Champion de Belgique de vitesse amateurs : 1952, 1953, 1954, 1955 et 1956
- Champion de Belgique de vitesse : 1957, 1958, 1959, 1960, 1961, 1962, 1963 et 1966